# Pontang (Pontang)
Pontang is een bestuurslaag in het regentschap Serang van de provincie Banten, Indonesië. Pontang telt 3482 inwoners (volkstelling 2010).